# Artillería Pesada presenta
Artillería Pesada presenta är hiphopgruppen Control Machetes andra studioalbum, som släpptes av Universal Music Group den 1999. 

## Låtlista
1. "Artillería Pesada" (Caballero, Elizalde) – 4:57
2. "Sí Señor" (Caballero, Elizalde) – 4:14
3. "Presente" (Caballero, Elizalde) – 4:44
4. "Unísono" (Caballero, Elizalde) – 4:30
5. "Instancias" (Los Vigilantes) (Caballero, Elizalde) – 5:06
6. "Ileso" (Caballero, Elizalde) – 6:21
7. "Desde La Tierra" (El Tercer Planeta (Caballero) – 3:30
8. "Esperanza" (Caballero, Elizalde) – 5:12
9. "Danzon" (Caballero, Elizalde) – 7:04
10. "Grita" (Caballero, Elizalde) – 4:51
11. "La Artillería" (Caballero, Elizalde) – 5:36